# رأس بطرية
رأس بُطْرِيَّة أو رأس بُوتْرِيَّة هو أحد الرؤوس على الساحل الشرقي للبلاد التونسية، وهو يقع قرب بلدة لواتة بمعتمدية جبنيانة في ولاية صفاقس.
| رأس بطرية |

### مواضيع ذات علاقة
- بطرية.